# 克萊門茨 (明尼蘇達州)
克萊門茨（英語：Clements）是一個位於美國明尼蘇達州雷德伍德縣的城市。

## 歷史
克萊門茨於1902年成立，得名自早期定居者彼得·O·克萊門茨（Peter O. Clements）。克萊門茨的郵局自1900年起營運至今。

## 人口
根據2020年美國人口普查的數據，克萊門茨的面積為0.98平方千米，皆為陸地。當地共有人口155人，而人口密度為每平方千米158人。